# 乌尔巴诺·拉塔齐
乌尔巴诺·拉塔齐（義大利語：Urbano Pio Francesco Rattazzi；1808年6月29日—1873年6月5日)，意大利政治家。他在意大利共和国早期担任过许多重要的职务，包括首相；他模棱两可的政策使他与意大利英雄加里波第发生冲突，并最终导致他下台。

## 生平
拉塔齐出生于亚历山德里亚(皮埃蒙特)，他在都灵大学学习法律，1838年开始成为执业律师。1848年被选为撒丁岛国会议员，前往都灵的议会下院。此后10年间担任过几个部长职务，并与卓越的首相加富尔伯爵关系密切。1849年2月拉塔齐被委托组建一个新内阁，但1849年3月的诺瓦拉战役失败迫使他辞职。他离开了民主党，成为温和的自由派人士，并形成了“左翼”议会党团。这个派系以加富尔为首，被称为“connubio”。1853年拉塔齐放弃了议会职务，成为司法部长和后来的内政部长。他进行一系列改革措施，包括抑制某些修道院的订单，部分世俗化教会财产，限制宗教协会的影响。由此引发一场艰苦的斗争，1858年迫于公众舆论而辞职。
尽管激烈的反对教会干预政治和被认为缺少原则，1862年3月接替贝蒂诺·里卡索利担任首相。当时加里波第建议攻占被法国人占领的罗马，拉塔齐起初批准这次冒险行动，后来又改变主意并派军队去阻止加里波第，在随后的阿斯普罗蒙特山战役（1862年）中加里波第受伤。舆论的谴责迫使拉塔齐于12月辞职。
1867年拉塔齐再次被要求担任首相，加里波第在他的默许下再次进军罗马，而他又再次改变主意并下令逮捕加里波第。在面对是选择逮捕加里波第的志愿军还是选择由他本人入侵罗马时，拉塔齐辞职了。1873年7月5日在弗罗西洛内去世。

## 家庭
拉塔齐与利蒂希娅·波拿巴(Laetitia Marie Wyse Bonaparte)在1863年结婚，她是一位著名的法国小说家，也是拿破仑皇帝的侄外孙女。两人生有一个女儿: 罗马娜·拉塔齐(Romana Rattazzi，1871-1943)。